# Philippe Dumat
Ne doit pas être confondu avec Roger Dumas (acteur).
Pour l’article ayant un titre homophone, voir Philippe Dumas.
Philippe Dumat est un acteur français, né le 4 mars 1925 à Neuilly-sur-Seine (Seine) et mort le 10 janvier 2006 à Saint-Cloud (Hauts-de-Seine).
Très actif dans le doublage, il est notamment connu pour être la voix française d'Alec Guinness dans le rôle d'Obi-Wan Kenobi dans la première trilogie Star Wars, ainsi que celle de personnages d'animation comme Satanas, Gargamel, Balthazar Picsou ou les antagonistes de la série Scoubidou.

## Biographie
Philippe Dumat commence une carrière de comédien en 1943 à Paris, puis en province.
En 1956, il intègre la troupe des Branquignols de Robert Dhéry, aux côtés entre autres de Colette Brosset, Jacques Legras, Pierre Tornade (et occasionnellement Louis de Funès), avec laquelle il joue Pommes à l'anglaise puis La Plume de ma tante à Londres.
De 1967 à 1997, il interprète toutes sortes de personnages dans des pièces radiophoniques pour la Radio Nederland francophone des Pays-Bas.
Il joue dans une douzaine de pièces filmées à la télévision pour la fameuse émission Au théâtre ce soir, ainsi que de nombreux petits rôles au cinéma.
Son épouse, la comédienne Nicole Vervil lui fait découvrir le doublage à la fin des années 1950. Il en devient rapidement une « star », prêtant sa voix à de nombreux méchants de dessins animés comme Satanas dans les séries Les Fous du volant et Satanas et Diabolo, Gargamel dans Les Schtroumpfs, de nombreux méchants opposés à Scoubidou dans la série du même nom, le prince Jean dans Robin des Bois ou Snoops dans Les Aventures de Bernard et Bianca. Il double le caractériel Balthazar Picsou dans La Bande à Picsou, mais aussi des personnages plus nuancés comme Philip Drummond (Conrad Bain) dans Arnold et Willy, le sergent Schultz dans Papa Schultz, John Bosley (David Doyle) dans Drôles de dames, Scorpius dans Farscape ou Obi-Wan Kenobi (Alec Guinness) dans la première trilogie Star Wars.
D'avril 2001 à sa mort en 2006, il a été la voix-off principale de la station de radio Rire et Chansons, d'abord sur un ton assez « rock'n' roll », puis avec une tonalité plus douce et feutrée… mais y annonçant toujours à l'antenne, entre deux sketches, chansons, et publicités : « La Radio du rire » puis « Du rire et du rock ».

## Théâtre
- 1946 : La Route des Indes de Jacques Deval d'après Ronald Harwood, théâtre des Ambassadeurs
- 1953 : La Petite Hutte d'André Roussin, mise en scène de l'auteur, théâtre des Célestins
- 1954 : Souviens-toi mon amour d'André Birabeau, mise en scène Pierre Dux, théâtre Édouard VII
- 1955 : Témoin à charge d'Agatha Christie, mise en scène Pierre Valde, théâtre Édouard-VII
- 1958 : Pommes à l'anglaise de Robert Dhéry, Colette Brosset, musique Gérard Calvi, théâtre de Paris
- 1958-1959 : L'Enfant du dimanche de Pierre Brasseur, mise en scène Pierre Valde, théâtre Édouard-VII, puis théâtre de Paris
- 1960 : Impasse de la fidélité d'Alexandre Breffort, mise en scène Jean-Pierre Grenier, théâtre des Ambassadeurs
- 1960 : La Voleuse de Londres de Georges Neveux, mise en scène Raymond Gérôme, théâtre du Gymnase
- 1962 : Bichon de Jean de Letraz, mise en scène Jean Meyer, théâtre Édouard-VII
- 1964 : Le Troisième Témoin de Dominique Nohain, mise en scène de l'auteur, théâtre de l'Ambigu
- 1966 : Drôle de couple de Neil Simon, mise en scène Pierre Mondy, théâtre de la Renaissance
- 1966 : Vacances pour Jessica de Carolyn Green (en), mise en scène Edmond Tamiz, théâtre Antoine[4]
- 1970 : SOS homme seul de Jacques Vilfrid, mise en scène Michel Vocoret, théâtre des Célestins
- 1971 : La main passe de Georges Feydeau, mise en scène Pierre Mondy, théâtre Marigny
- 1972 : La Camisole de Joe Orton, mise en scène Jacques Mauclair, Petit Théâtre de Paris
- 1976 : Duos sur canapé de Marc Camoletti, mise en scène de l'auteur, théâtre Michel
- 1979-1980 : La Bonne Soupe de Félicien Marceau, mise en scène Jean Meyer, théâtre des Célestins puis théâtre Marigny
- 1979 : Le Tour du monde en quatre-vingts jours de Pavel Kohout d'après Jules Verne, mise en scène Jacques Rosny, théâtre des Célestins

## Filmographie

### Cinéma
- 1957 : Reproduction interdite de Gilles Grangier : un ami de Claude et Viviane
- 1959 : Archimède le clochard de Gilles Grangier : un agent cycliste
- 1959 : Les Livreurs de Jean Girault
- 1959 : La Bête à l'affût de Pierre Chenal
- 1960 : Le Trou de Jacques Becker
- 1961 : L'Imprévu d'Alberto Lattuada : le conducteur
- 1961 : En votre âme et conscience ou Jugez les bien de Roger Saltel : Paul
- 1961 : Les lions sont lâchés de Henri Verneuil : l'homme au ballet
- 1961 : La Belle Américaine de Robert Dhéry : un employé de la station service
- 1962 : La Salamandre d'or de Maurice Régamey
- 1963 : Les Bricoleurs de Jean Girault
- 1963 : Pouic-Pouic de Jean Girault : M. Morrison
- 1964 : Les Parapluies de Cherbourg de Jacques Demy : le client du garage
- 1964 : Faites sauter la banque ! de Jean Girault : le commissaire
- 1964 : La Peau douce de François Truffaut : le directeur du cinéma de Reims
- 1964 : Jaloux comme un tigre de Darry Cowl
- 1964 : Les Gorilles de Jean Girault : Frank Danlevent
- 1968 : Le Petit Baigneur de Robert Dhéry : le joueur de tambour de la fanfare
- 1969 : L'Américain de Marcel Bozzuffi
- 1970 : Céleste de Michel Gast : Bonneval
- 1972 : Le Château de Eberhard Schröder
- 1973 : Prenez la queue comme tout le monde de Jean-François Davy : le père
- 1974 : Les Gaspards de Pierre Tchernia
- 1974 : Q de Jean-François Davy : Edgar
- 1974 : ... Et mourir de désir de Jean Bastia : Sellier
- 1975 : L'Intrépide de Jean Girault : le photographe
- 1976 : L'Année sainte de Jean Girault : le Directeur de la prison
- 1977 : Le mille-pattes fait des claquettes de Jean Girault
- 1983 : Le Voleur de feuilles de Pierre Trabaud : le poissonnier

### Télévision

#### Téléfilms
- 1963 : Skaal de Maurice Chateau : Frédo
- 1967 : Deux romains en Gaule de Pierre Tchernia
- 1968 : Mélissa de Abder Isker : Stéphane Auclair
- 1976 : Le Comédien : l'auteur
- 1980 : Jean sans Terre de Gilles Grangier : l'orateur
- 1980 : Le Vol d'Icare de Daniel Ceccaldi : M. Maîtretout

#### Séries télévisées
- 1962 : L'inspecteur Leclerc enquête, épisode Signé Santini : l'expert
- 1967 : Les Cinq Dernières Minutes : Finir en beauté de Claude Loursais : l'employé des pompes funèbres
- 1969 : Laure
- 1970 : Vive la vie, épisode 15 de la saison 3 : Carlier
- 1973 : Molière pour rire et pour pleurer de Marcel Camus : Thomas Corneille
- 1974 : Malaventure, épisode Dans l'intérêt des familles : le commissaire
- 1977 : Banlieue sud-est
- 1977 : Les Cinq Dernières Minutes, épisode Une si jolie petite cure : le voyageur de commerce
- 1977 : Ne le dites pas avec des roses : M. Lafoy
- 1978 : Les Folies Offenbach, épisode La Valse oubliée de Michel Boisrond
- 1978 : Gaston Phébus : Le mire
- 1979 : Histoires insolites, épisode Le Locataire d'en haut : le cafetier
- 1980 : Fantômas, épisode Le Mort qui tue de Juan Luis Buñuel : le rédacteur en chef
- 1980 : L'Aéropostale, courrier du ciel de Gilles Grangier : Laurent Aynac

#### Au théâtre ce soir
- 1969 : Une femme ravie de Louis Verneuil, mise en scène Robert Manuel, réalisation Pierre Sabbagh, théâtre Marigny
- 1969 : Bichon de Jean de Létraz, mise en scène Robert Manuel, réalisation Pierre Sabbagh, théâtre Marigny
- 1970 : L'amour vient en jouant de Jean Bernard-Luc, mise en scène Michel Roux, réalisation Pierre Sabbagh, théâtre Marigny
- 1971 : La Collection Dressen de Harry Kurnitz, adaptation Marc-Gilbert Sauvajon, mise en scène Jacques-Henry Duval, réalisation Pierre Sabbagh, théâtre Marigny
- 1972 : La Main passe de Georges Feydeau, mise en scène Pierre Mondy, réalisation Pierre Sabbagh, théâtre Marigny
- 1972 : L'École des contribuables de Louis Verneuil et Georges Berr, mise en scène Robert Manuel, réalisation Pierre Sabbagh, théâtre Marigny
- 1975 : Inspecteur Grey d'André Faltianni et Alfred Gragnon, mise en scène Robert Manuel, réalisation Pierre Sabbagh, théâtre Édouard VII
- 1976 : Le Monsieur qui a perdu ses clés de Michel Perrin, mise en scène Robert Manuel, réalisation Pierre Sabbagh, théâtre Édouard-VII
- 1978 : Le Locataire du troisième sur la cour de Jerome K. Jerome, mise en scène André Villiers, réalisation Pierre Sabbagh, théâtre Marigny
- 1978 : Le Nouveau Testament de Sacha Guitry, mise en scène Robert Manuel, réalisation Pierre Sabbagh, théâtre Marigny
- 1979 : Le Train pour Venise de Louis Verneuil et Georges Berr, mise en scène Robert Manuel, réalisation Pierre Sabbagh, théâtre Marigny
- 1980 : La Maîtresse de bridge de Louis Verneuil, mise en scène Robert Manuel, réalisation Pierre Sabbagh, théâtre Marigny
- 1981 : Le Traité d'Auteuil de Louis Verneuil, mise en scène Robert Manuel, réalisation Pierre Sabbagh, théâtre Marigny

## Doublage
Les dates inscrites en italique indiquent les sorties initiales des films ayant été redoublés ou même doublés tardivement.

### Cinéma

#### Films
- Donald Pleasence dans :
  - THX 1138 (1970) : SEN 5241 (1er doublage)
  - Soldat bleu (1970) : Isaac Q. Cumber
  - Le Métro de la mort (1972) : l'inspecteur Calhoun
  - Frissons d'outre-tombe (1974) : Jim Underwood
  - Attention, on va s'fâcher ! (1974) : le docteur
  - L'Ambassadeur : Chantage en Israël (1984) : le ministre de la Défense Eretz
  - Phenomena (1985) : le professeur John MacGregor
  - Django 2 (1987) : Ben Gunn
  - La Rivière de la mort (1989) : Heinrich Spaatz
  - Casablanca Express (1989) : le colonel Bats

- Laurence Olivier dans :
  - Le Limier (1972) : Andrew Wyke
  - Sherlock Holmes attaque l'Orient-Express (1976) : le professeur Moriarty
  - Un pont trop loin (1977) : le docteur Jan Spaander
  - Ces garçons qui venaient du Brésil (1978) : Ezra Lieberman

- Alec Guinness dans :
  - La Guerre des étoiles (1977) : Ben (Obi-Wan) Kenobi
  - L'Empire contre-attaque (1980) : Ben (Obi-Wan) Kenobi
  - Le Retour du Jedi (1983) : Ben (Obi-Wan) Kenobi
  - La Route des Indes (1984) : le professeur Godbole

- Charles Durning dans :
  - Furie (1978) : le docteur Jim McKeever
  - To Be or Not to Be (1983) : colonel Erhardt
  - Cop (1988) : Dutch Peltz
  - Séquences et conséquences (2000) : George Bailey

- Thorley Walters dans :
  - Frankenstein créa la femme (1967) : Dr Hertz
  - La Seconde Mort d'Harold Pelham (1970) : Frank Bellamy
  - Le Frère le plus fûté de Sherlock Holmes (1975) : Dr Watson

- Jack Albertson dans :
  - L'Homme à tout faire (1964) : Lou
  - L'Aventure du Poséidon (1972) : Manny Rosen
  - Réincarnations (1981) : William G. Dobbs

- Keenan Wynn dans :
  - La Grande Course autour du monde (1965) : Hezekiah
  - Si tu crois fillette (1971) : le chef John Poldaski
  - La Pluie du diable (1975) : le shérif Owens

- Eli Wallach dans :
  - Comment voler un million de dollars (1966) : Davis Leland
  - Les Quatre de l'Ave Maria (1968) : Cacopoulos
  - Terreur dans la montagne (1973) : Frank Enari

- Robert Hardy dans :
  - Harry Potter et la Chambre des secrets (2002) : Cornelius Fudge
  - Harry Potter et le Prisonnier d'Azkaban (2004) : Cornelius Fudge
  - Harry Potter et la Coupe de feu (2005) : Cornelius Fudge

- Lionel Jeffries dans :
  - Les Premiers Hommes dans la Lune (1964) : Joseph Cavor
  - Le Grand Départ vers la Lune (1967) : Sir Charles Dillworthy

- Jason Wingreen dans :
  - Petit guide pour un mari volage (1967) : Harry Johnson
  - La Valse des truands (1969) : le gérant du magasin photo Benson

- Charles Cioffi dans :
  - Klute (1971) : Peter Cable
  - Le Voleur qui vient dîner (1973) : Eugene Henderling

- Terry-Thomas dans :
  - L'Abominable Dr Phibes (1971) : docteur Longstreet
  - Le Caveau de la terreur (1973[5]) : Arthur Critchit

- William Redfield dans :
  - Les Quatre Malfrats (1972) : le lieutenant Hoover
  - Ma femme est dingue (1974) : Fred Robbins

- Roy Kinnear dans :
  - Le Joueur de flûte (1972) : le maire
  - La Coccinelle à Monte-Carlo (1977) : Quincey

- Lou Jacobi dans :
  - Tout ce que vous avez toujours voulu savoir sur le sexe sans jamais oser le demander (1972) : Sam
  - Cheeseburger film sandwich (1987) : Murray dans Murray in Videoland

- M. Emmet Walsh dans :
  - Serpico (1973) : le chef Gallagher
  - Zig Zag, l'étalon zébré (2005) : Woodzie

- Sydney Lassick dans :
  - Vol au-dessus d'un nid de coucou (1975) : Charlie Cheswick
  - Carrie au bal du diable (1976) : M. Fromm

- James Coco dans :
  - Un cadavre au dessert (1976) : Milo Perrier
  - Les Muppets à Manhattan (1984) : M. Skeffington

- John Mills dans :
  - Le Grand Sommeil (1978) : l'inspecteur Jim Carson
  - L'Ultime Attaque (1979) : Sir Henry Bartle Frere

- Kenneth McMillan dans :
  - Les Vampires de Salem (1979) : le shérif Parkins Gillepsie[6]
  - Armé et dangereux (1986) : le capitaine Clarence O'Connell

- Geoffrey Keen dans :
  - Rien que pour vos yeux (1981) : Sir Frederick Gray
  - Dangereusement vôtre (1985) : Sir Frederick Gray

- Jack Warden dans :
  - Le Verdict (1982) : Michael Morrisset
  - Crackers (1984) : Garvey

- Robert Prosky dans :
  - Le Meilleur (1984) : le juge
  - Horizons lointains (1992) : Daniel Christie

- John Meillon dans :
  - Crocodile Dundee (1986) : Walter « Wally » Reilly
  - Crocodile Dundee 2 (1988) : Walter « Wally » Reilly

- Peter Michael Goetz dans :
  - Jumpin' Jack Flash (1986) : M. Page
  - Le Père de la mariée 2 (1995) : John MacKenzie

- Robert Brown dans :
  - Tuer n'est pas jouer (1987) : M
  - Permis de tuer (1989) : M

- Duncan McLeod dans :
  - La Vallée des plaisirs (1970) : Porter Hall
  - Les Aventuriers du Lucky Lady (1975) : le commissaire-priseur

Mais aussi :
- 1935 : Bons pour le service : le sergent-major Finlayson (James Finlayson)
- 1936[7] : Tarzan s'évade : Rawlins (Herbert Mundin)
- 1940[8] : Le Dictateur : M. Mann (Bernard Gorcey)
- 1940[9] : L'Oiseau bleu : M. Luxueux (Nigel Bruce)
- 1950[10] : Noblesse oblige : le fermier (Lyn Evans)
- 1951 : L'Homme au complet blanc : Crawford (Howard Marion-Crawford)
- 1957 : L'Homme de l'Arizona : Ed Rintoon (Arthur Hunnicutt)
- 1959 : Un coup fumant : le peintre copiste (Guido Martufi)
- 1959 : Une balle signée X : Wilson (Harold Goodwin)
- 1959[11] : Darby O'Gill et les Farfadets : Darby O'Gill (Albert Sharpe)
- 1959[12] : Totò à Madrid : le peintre copiste (Guido Martufi)
- 1960 : Le Grand Sam : Lena Nordquist (Karl Swenson)
- 1960 : Le Voyeur : le client âgé (Miles Malleson)
- 1961 : Les Cavaliers de l'enfer : Crip (Vic Morrow)
- 1961 : Le Roi des imposteurs : Barney (Frank Gorshin)
- 1963[8] : Le Corbeau : Dr Adolphus Bedlo (Peter Lorre)
- 1963 : Pousse-toi, chérie : Clyde Prokey (John Astin)
- 1964 : Les Jeux de l'amour et de la guerre : le premier-maître Paul (John Crawford)
- 1964[12] : Le Masque de la mort rouge : Scarlatti (Peter Whitsun-Jones)
- 1964 : La Fureur des Apaches : Mike Greer (L. Q. Jones)
- 1964 : La Tombe de Ligeia : le ministre à Graveside (Ronald Adam)
- 1964 : Les Cavaliers rouges : Sam Hawkins (Ralf Wolter)
- 1965 : Le Docteur Jivago : un milicien (José María Caffarel)
- 1966 : Le Crépuscule des aigles : un lieutenant de la 11e escadrille [Qui ?]
- 1966 : Paradis hawaïen : Danny Kohana (James Shigeta)
- 1966 : La Blonde défie le FBI : Homer Cripps (Paul Lynde)
- 1966 : Les Colts de la violence : le juge Waldorf (Charles Angel)
- 1966 : Les Anges sauvages : le prêtre (Frank Maxwell)
- 1966 : La Diligence vers l'Ouest : Jerry (Hal Lynch)
- 1966 : Très honorable correspondant : Pr Padereski (Antonio Casas)
- 1967 : Tony Rome est dangereux : Jules Langley (Lloyd Gough)
- 1967 : La Reine des Vikings : Tibérion (Niall MacGinnis)
- 1967 : Une fille nommée Fathom : le colonel Douglas Campbell (Ronald Fraser)
- 1967 : La Gnome-mobile : Horatio Quaxton (Sean McClory)
- 1967 : T'as le bonjour de Trinita : le juge Joseph (Gino Pernice)
- 1967 : Le Pistolero de la rivière rouge : Poney rouge (Royal Dano)
- 1967 : Une sacrée fripouille : Mordecai Jones (George C. Scott)
- 1967 : Le Crédo de la violence : M. Crawford (Robert Cleaves)
- 1967 : L'Homme à la Ferrari : Elpidio, le majordome [Qui ?]
- 1967 : Le Shérif aux poings nus : Frobisher (Brian O'Byrne) et le sergent confédéré (K.L. Smith)
- 1967 : Trois pistolets contre César : le fonctionnaire réclamant 3 000 $ de taxes [Qui ?]
- 1968 : 2001, l'Odyssée de l'espace : le père du Dr Poole (Alan Gifford)
- 1968 : Bandolero! : Mace Bishop (James Stewart)
- 1968 : L'Étrangleur de Boston : Peter Hurkos (George Voskovec)
- 1968 : La Mafia fait la loi : Pizzuco (Nehemiah Persoff)
- 1968 : Piège à San Francisco : O'Hara (Don Hanmer)
- 1968 : On achève bien les chevaux : Tony Turkey (Al Lewis)
- 1968 : La Nuit du lendemain : Wally (Jesse Hahn)
- 1968 : La Déesse des sables : Harry (George Sewell)
- 1968 : Les Hommes de Las Vegas : le chef de partie au casino [Qui ?]
- 1968 : La Femme en ciment : l'organisateur des pompes funèbres (Mac Robbins)
- 1968 : Les Bérets verts : le lieutenant Jamison (Patrick Wayne)
- 1968 : La Brigade des cow-boys : Greybeard (Bing Russell)
- 1968 : La Bande à César : Tozzi (Francesco Mulè)
- 1968 : Le Détective : David « Dave » Schoenstein (Jack Klugman)
- 1968 : Star! : André Charlot (Alan Oppenheimer)
- 1968 : Te casse pas la tête Jerry : Fred Davies (Bernard Cribbins)
- 1969 : Les Géants de l'Ouest : M. McCartney (Dub Taylor)
- 1969 : Willie Boy : Meathead (Lee De Broux)
- 1969 : Hello, Dolly! : le policier du parc (J. Pat O'Malley)
- 1969 : La Mutinerie : le sous-directeur John Fisk (Jerry Thompson)
- 1969 : Le Capitaine Nemo et la ville sous-marine : Barnaby Bath (Bill Fraser)
- 1969 : Les Folles Nuits de la Bovary : Herzog von Artois (Luigi Bonos)
- 1969 : Filles et show business : M. Perper (Pitt Herbert)
- 1970 : Tora ! Tora ! Tora ! : Kichisaburo Nomura (Shogo Shimada)
- 1970 : Love Story : le révérend Blauvelt (Andrew Duncan)
- 1970 : Darling Lili : T.C. Carstairs (Lance Percival)
- 1970 : De l'or pour les braves : Crapgame (Don Rickles)
- 1970 : La Cité de la violence : Coogan, le tueur (Goffredo Unger)
- 1970 : Escapade à New York : l'employé de l'église (Lenny Myers)
- 1970 : Melinda : Warren Pratt (Larry Blyden)
- 1970 : Le Clan des McMasters : Sylvester (Neil Davis)
- 1970 : L'Insurgé : Goldie (Lou Gilbert)
- 1970 : Trop tard pour les héros : capitaine Hornsby (Denholm Elliott)
- 1970 : L'Ultime Randonnée : le photographe (Ray Ballard)
- 1970 : Waterloo : le soldat O'Connor (Donal Donnelly)
- 1970 : La Vallée des plaisirs : Porter Hall (Duncan McLeod)
- 1971 : L'Apprentie sorcière : Pr Emilius Browne (David Tomlinson) (1er doublage)
- 1971 : Les Chiens de paille : Major John Scott (T.P. McKenna)
- 1971 : La Maison qui tue : A.J. Stoker (John Bryans)
- 1971 : La Grosse Combine : Gaetano Gargiulo (Alighiero Noschese)
- 1971 : Et viva la révolution ! : Général Huerta (Eduardo Fajardo)
- 1971 : Quatre Mouches de velours gris : le facteur (Gildo di Marco)
- 1971 : Marie Stuart, Reine d'Écosse : Duc François de Guise (Vernon Dobtcheff)
- 1971 : Le Chat à neuf queues : Pr Fulvio Terzi (Tino Carraro)
- 1971 : Confession d'un commissaire de police au procureur de la république : le député Licana[Qui ?]
- 1971 : La Vallée perdue : Graf (Ian Hogg)
- 1972 : Junior Bonner, le dernier bagarreur : Buck Roan (Ben Johnson)
- 1972 : La Fureur de vaincre : le représentant du consulat (Chin Chun) (1er doublage)
- 1972 : Et maintenant, on l'appelle El Magnifico : le directeur de la prison (Pupo de Luca)
- 1972 : Joe Kidd : le maître d'Hôtel (Dick Van Patten)
- 1972 : Alerte à la bombe : Robert Grandig (John Fielder)
- 1972 : L'Apache : le prospecteur (Woodrow Chambliss)
- 1972 : Frenzy : Neville Salt (George Tovey)
- 1972 : On m'appelle Providence : le prêtre (Renzo Marignano)
- 1973 : Mon nom est Personne : le conducteur du train (Franco Angrisano)
- 1973 : Le Piège : détective Brunskill (Peter Vaughan)
- 1973 : Mondwest : Gardner Lewis (Robert Nichols), un superviseur (Orville Sherman) et le chevalier du Moyen-Âge (Norman Bartold)
- 1973 : Shaft contre les trafiquants d'hommes : Perreau (Jacques Herlin)
- 1973 : Le Privé : Dave dit « Socrate » (David Carradine)
- 1973 : Police Puissance 7 : Max Kalish (Larry Haines)
- 1973 : Le Témoin à abattre : l'envoyé TV à la réception (Mickey Knox)
- 1973 : La Chasse aux diplômes : Charles W. Kingsfield Jr. (John Houseman)
- 1973 : Les Anges mangent aussi des fayots : l'inspecteur MacKintosh (Bill Vanders)
- 1973 : Don Angelo est mort : l'homme de main habillé en chauffeur de Taxi (Dick Crockett (en))
- 1974 : Frankenstein Junior : le geôlier sadique (Oscar Beregi Jr.)
- 1974 : Le Crime de l'Orient-Express : Hercule Poirot (Albert Finney)
- 1974 : L'Aventurière de Hong-Kong (en) (Golden Needles) de Robert Clouse : Winters (Burgess Meredith)
- 1974 : Flesh Gordon : Pr Gordon (John Hoyt)
- 1974 : Un nouvel amour de coccinelle : le médecin d'Alonzo Hawk (Liam Dunn)
- 1974 : Un colt pour une corde : Copeland (David Huddleston)
- 1974 : Plein la gueule : le prêtre [Qui ?]
- 1974 : Le Retour du dragon[13] : Bud Crocker (Robert Strauss)
- 1975 : Les Dents de la mer : Ben Meadows (Carl Gottlieb) (1er doublage)
- 1975 : Barry Lyndon : le second soldat dans la rivière avec Fakenham [Qui ?]
- 1975 : Objectif Lotus : Hnup Wan (Peter Ustinov)
- 1975 : L'Enlèvement : Peter Dohlberg (Charles Korvin)
- 1976 : Marathon Man : le diamantaire (Harry Goz)
- 1976 : Centre terre, septième continent : le docteur Abner Perry (Peter Cushing)
- 1976 : Chewing gum rallye : Ace "Mr Guts" Preston (John Durren)
- 1977 : Un espion de trop : père Stuart Diller (Iggie Wolfington)
- 1977 : Annie Hall : le comique (Johnny Haymer)
- 1977 : Drôle de séducteur : l'oncle Harry (Carl Ballantine)
- 1977 : Le Bison blanc : Amos Bixby (Douglas Fowley)
- 1977 : Un vendredi dingue, dingue, dingue : le laveur de tapis (Marvin Kaplan) et M. Jackman (Fritz Feld)
- 1977 : L'Arc sacré : Plume d'argent (John War Eagle (en))
- 1977 : Le chat connaît l'assassin : Ira Wells (Art Carney)
- 1978 : Piranhas : M. Dumont (Paul Bartel)
- 1978 : FIST : le sénateur Andrew Madison (Rod Steiger)
- 1978 : Têtes vides cherchent coffres pleins : Vinnie Costa (Allen Garfield)
- 1978 : Mon nom est Bulldozer : Max dit « Le Tordu » [Qui ?]
- 1978 : Girlfriends : Simon Carpel (Roderick Cook (en))
- 1979 : L'Évadé d'Alcatraz : Litmus (Frank Ronzio (en))
- 1979 : Quintet : Grigor (Fernando Rey)
- 1979 : Le Cavalier électrique : voix de la publicité[Qui ?]
- 1979 : Yanks : l'animateur de la soirée du réveillon [Qui ?]
- 1979 : Les Joyeux Débuts de Butch Cassidy et le Kid : le shérif Ray Bledsoe (Jeff Corey)
- 1980 : Elephant Man : l'homme qui accompagne les prostituées (David Ryall)
- 1980 : Kagemusha, l'ombre du guerrier : Masakage Yamagata (Hideji Ōtaki)
- 1980 : The Blues Brothers : le père de la table voisine de Chez Paul (Ben Piazza)
- 1980 : Le miroir se brisa [Qui ?]
- 1980 : Caddyshack : Al Czervik (Rodney Dangerfield)
- 1980 : Rendez-vous chez Max's : Cochon (Bert Remsen)
- 1980 : Stardust Memories : un solliciteur au festival de Sandy[Qui ?]
- 1981 : Bandits, bandits : l’Être suprême (Ralph Richardson)
- 1981 : Excalibur : un druide
- 1981 : Chasse à mort : Bill (Henry Beckman)
- 1981 : La Folle Histoire du monde : le porte-parole (Howard Morris)
- 1981 : La Maison du lac : Norman Thayer (Henry Fonda)
- 1981 : Les Voisins : Earl Kreese (John Belushi)
- 1981 : L'Homme de Prague : Pr Antonin Lakos (Christopher Plummer)
- 1981 : Deux filles au tapis : le docteur de la geisha (Alvin Hammer)
- 1981[14] : La Grande Aventure des Muppets : le conducteur du camion (Peter Ustinov)
- 1981 : Le Prince de New York : le procureur Polito (James Tolkan)
- 1981 : Gallipoli : le major Barton (Bill Hunter)
- 1981 : Blow Out : un journaliste TV (Dick McGarvin)
- 1981 : Deux Cent Mille Dollars en cavale : Dempsey (R. G. Armstrong)
- 1982 : Creepshow : Upson Pratt (E. G. Marshall)
- 1982 : Annie : Franklin Delano Roosevelt (Edward Herrmann)
- 1982 : Les cadavres ne portent pas de costard : Edward Arnold (images d'archives)
- 1982 : Meurtres en direct : Harvey (Robert Webber)
- 1982 : The Toy : Barkley (Wilfrid Hyde-White)
- 1982 : Annie : Franklin Delano Roosevelt (Edward Hermann)
- 1983 : Jamais plus jamais : le docteur à Shrublands (Michael Medwin)
- 1983 : L'Étoffe des héros : Lyndon Baines Johnson (Donald Moffat)
- 1983 : Christine : George LeBay (Roberts Blossom)
- 1983 : La Quatrième Dimension : Léo Conroy (Bill Quinn)
- 1983 : La Valse des pantins : lui-même (Ed Herlihy)
- 1983 : Les Aventuriers du bout du monde : Charlie Shane (Michael Sheard)
- 1983 : Gorky Park : Iamskoy (Ian Bannen)
- 1983 : Le Dernier Testament : Henry Abhart (Leon Ames)
- 1983 : Tonnerre de feu : Fletcher (David Sheiner)
- 1983 : Halloween 3 : Conal Cochran (Dan O'Herlihy)
- 1983 : Eureka : Jack McCann (Gene Hackman)
- 1983 : Brainstorm : Hal Abramson (Joe Dorsey)
- 1983 : Et vogue le navire… : le maître de chant (Salvatore Omnis)
- 1984 : Johnny Dangerously : Burr (Danny DeVito)
- 1984 : Attention les dégâts : le directeur de l'agence des sosies (Harold Bergman)
- 1984 : L'Enfer de la violence : Dr Clement Molloch (Joseph Maher)
- 1985 : Cocoon : Joseph Finley (Hume Cronyn)
- 1985 : Les Super-flics de Miami : le chef de police Tom Tanney (C. B. Seay)
- 1985 : Le Dernier Dragon : Eddie Arkadian (Christopher Murney)
- 1986 : Delta Force : Général Woodbridge (Robert Vaughn)
- 1986 : La Petite Boutique des horreurs : M. Mushnik (Vincent Gardenia)
- 1986 : F/X, effets de choc : le colonel Mason (Mason Adams (en))
- 1986 : Labyrinthe : un garde-chien derrière un bouclier et divers gobelins (1er doublage)
- 1986 : Dakota Harris : Savage (Max Phipps (en))
- 1986 : Shanghai Surprise : Willie Tuttle (Richard Griffiths)
- 1987 : Le Flic de Beverly Hills 2 : John Taggart (John Ashton)
- 1987 : Radio Days : le réalisateur du spot publicitaire (David Cale)
- 1987 : Une chance pas croyable : Franck (George Carlin)
- 1987 : Dorf et le Golf : Dorf (Tim Conway)
- 1987 : Les Filous : Gil (Stanley Brock)
- 1987 : Angel Heart : Ethan Krusemark (Stocker Fontelieu)
- 1987 : Cheeseburger film sandwich : Frankel (Al Lohman) / Steve Allen
- 1987 : Cold Steel : Sur le fil du rasoir : Sam Modine (William Lanteau)
- 1988 : Élémentaire, mon cher... Lock Holmes : le docteur Watson (Ben Kingsley)
- 1988 : Maniac Cop : Dr Gruber (Erik Holland)
- 1988 : À bout de course : M. Phillips (Ed Crowley)
- 1988 : Toscanini : Leopoldo Miguez (Nicolas Chagrin)
- 1989 : Vendredi 13, chapitre VIII : L'Ultime Retour : Charles McCulloch (Peter Mark Richman)
- 1990 : Cabal : capitaine Eigerman (Charles Haid)
- 1990 : Sundown : Merle Bisby (Sunshine Parker)
- 1990 : La voce della luna : le préfet Gonnella (Paolo Villaggio)
- 1991 : Bugsy : Jack Dragna (Richard C. Sarafian)
- 1991 : Lucky Luke : Bowler (Jack Caffrey)
- 1991 : Chucky 3 :  : l'éboueur (Terry Wills)
- 1991 : Jungle Fever : Sonny (Steven Randazzo)
- 1991 : Robin des Bois, prince des voleurs : Kenneth (Michael Goldie) (1er doublage)
- 1992 : À chacun sa loi (en) : Phillip Chamberlin (Roddy McDowall)
- 1992 : La Puissance de l'ange : St. John (John Gielgud)
- 1992 : Storyville : Pudge Herman (Chuck McCann)
- 1992 : Article 99 : l'inspecteur-général (Noble Willingham)
- 1992 : Un flingue pour Betty Lou : Herrick (Andy Romano)
- 1993 : Arizona Dream : Leo Sweetie (Jerry Lewis)
- 1994 : Le Flic de Beverly Hills 3 : Oncle Dave (Alan Young)
- 1994 : Corrina, Corrina : Grand-père Harry (Don Ameche)
- 1995 : Le Père de la mariée 2 : John MacKenzie (Peter Michael Goetz)
- 1997 : La Souris : le commissaire-priseur (Ian Abercrombie)
- 1997 : Les Pleins Pouvoirs : Sandy Loach, avocat de Sullivan (Kenneth Walsh)
- 1997 : Air Force One : Le général Andrew Ward (Philip Baker Hall)
- 1997 : Le Mariage de mon meilleur ami : Walter Wallace (Philip Bosco)
- 1997 : Comedian Harmonists : Erik Charell (Günter Lamprecht)
- 1998 : Pleasantville : le réparateur de télévision (Don Knotts)
- 1999 : La Momie : Winston Havlock (Bernard Fox)
- 1999 : Le Célibataire : Roy O'Dell (Hal Holbrook)
- 2000 : 102 Dalmatiens : le juge (Timothy West)
- 2002 : Spider : Terrence (John Neville)
- 2005 : Shérif, fais-moi peur : M. Pullman (Barry Corbin)
- 2005 : King Kong : Manny (William Johnson)
- 2005 : In Her Shoes : Lewis Feldman (Jerry Adler)
- 2005 : Harry Potter et la Coupe de feu : Amos Diggory (Jeff Rawle)

#### Films d'animation
- 1944 : Les Trois Caballeros : le narrateur / le professeur Holloway (3e doublage, 1991)
- 1951 : Alice au pays des merveilles : la Chenille bleue (2e doublage, 1974)
- 1954 : La Princesse Grenouille : le Tsar
- 1973 : Robin des Bois : le prince Jean
- 1974 : Dunderklumpen : Biglouche
- 1975 : Tarzoon, la honte de la jungle : le présentateur
- 1977 : Les Aventures de Bernard et Bianca : Snoops
- 1977 : Peter et Elliott le dragon : Hoagy (1er doublage, 1978)
- 1978 : La Folle Escapade : Naravar (1er doublage, 1978)
- 1979 : Le Château de Cagliostro : le valet du Comte (1er doublage, 1983)
- 1981 : Le Lac des cygnes : Hans
- 1983 : Le Noël de Mickey : Balthazar Picsou / Ebenezer Scrooge (1er et 2e doublages, 1985 et 1991)
- 1983 : Olivier et le Dragon vert : Jonas / Dr Zinzin
- 1985 : Astérix et la Surprise de César : le marchand d'esclaves
- 1985 : Taram et le Chaudron magique : le roi Bedaine (1er doublage, 1985) / Dalben (2e doublage, 1998)
- 1986 : Basil, détective privé : Dr David Q. Dawson
- 1988 : Oliver et Compagnie : Fagin
- 1990 : La Bande à Picsou, le film : Le Trésor de la lampe perdue : Balthazar Picsou
- 1992 : Freddie, agent secret : le brigadier G
- 1992 : Le Voyage d'Edgar dans la forêt magique : Cornélius
- 1992 : Rock-o-rico : Patou
- 1993 : Les Mille et Une Farces de Pif et Hercule : Marcel
- 1993 : David Copperfield : le cocher de Tante Betsey
- 1994 : Petit Pierre au pays des rêves : le marchand de sable
- 1998 : Fievel et le Trésor perdu : Pr Tatillon
- 1999 : Babar, roi des éléphants : Cornélius
- 2001 : Joseph, le roi des rêves : le marchand escroc
- 2002 : Cendrillon 2 : Une vie de princesse : le fleuriste
- 2003 : Frère des ours : Edgar
- 2004 : Team America, police du monde : Hans Blix

### Télévision

#### Téléfilms
- 1966[15] : Un nommé Kiowa Jones : Dobie (Robert H. Harris)
- 1970 : La Fraternité ou la Mort : le Dr Konstantin Horvathy (Eduard Franz)
- 1975 : La Nuit qui terrifia l'Amérique : Norman Smith (Tom Bosley)
- 1986 : Le Fantôme de Canterville : Hummle Umney (Harold Innocent)
- 1987 : Scoop : M. Salter (Denholm Elliott)
- 1989 : Le Tour du monde en quatre-vingts jours : Fix (Peter Ustinov)
- 1996 : La Légende d'Aliséa : Azaret (Christopher Lee)
- 1998 : Denis la Malice sème la panique : M. Wilson (Don Rickles)
- 1999 : La Mélodie de noël : Jake Peterson (Andy Griffith)
- 1999 : Docteur Quinn, femme médecin : Une famille déchirée : Loren Bray (Orson Bean)
- 2001 : Appelez-moi le Père Noël ! : Nick (Nigel Hawthorne)
- 2001 : Juge et Coupable ? : le juge Harlan Radovich (Charles Durning)
- 2004 : Allan Quatermain et la Pierre des ancêtres : le prêtre (Morne Visser)

#### Séries télévisées
- David Doyle dans :
  - Drôles de dames (1976-1981) : John Bosley
  - Pour l'amour du risque (1981) : Jim Casey (saison 3, épisode 3)

- Dick Van Patten dans :
  - Huit, ça suffit ! (1977-1981) : Tom Bradford
  - La croisière s'amuse (1980) : Charlie Dillinger (saison 4, épisodes 5 & 6)

- Chuck McCann dans :
  - Starsky et Hutch (1983) : Wally Stone (saison 2, épisode 24)
  - Sliders : Les Mondes parallèles (1995) : Capitaine Jack Brim

- 1962 : La Quatrième Dimension : Harmon Cavender (Jess White)
- 1965 : Ma sorcière bien-aimée : l'oncle Arthur (Paul Lynde)
- 1965-1971 : Papa Schultz : le sergent Schultz (John Banner)
- 1965-1971 : Les Arpents verts : M. Haney (Pat Buttram)
- 1966 : Batman : le Pingouin (Burgess Meredith)
- 1971: Amicalement vôtre : Schubert (Peter Vaughan)
- 1972-1973 : L'Aventurier : M. Parminter (Barry Morse)
- 1973 : Hawkins : Billy Hawkins (James Stewart)
- 1974 : 1, rue Sésame : Ernest
- 1974 : La Planète des singes : le conseiller Yalu (Normann Burton)
- 1975 : Columbo, Jeu d'identité : Salvatore Defonte (Vito Scotti)
- Starsky et Hutch
  - 1978 : Sammy Growner (Norman Fell) (saison 1, épisode 15, Monty viendra à minuit)
  - 1980 : Clay Hiliard (Richard Venture) (saison 3, épisode 13, La Folie du jeu)
  - 1982 : Derek Stafford (Ron Moody) (saison 2, épisodes 5 et 6, Une croisière mouvementée)
- Inspecteur Derrick
  - 1975 : l'inspecteur Matthes (Carl Möhner) (ép. 15, Une mauvaise réussite)
  - 1976 : Dr. Scheibnitz (Ernst Schröder) (ép. 16, La mort du colibri)
  - 1976 : Ewald Malenke (Hans Korte) (ép. 19, Quand les oiseaux ne chantent plus)
  - 1976 : Werner Solms (Ernst Schröder) (ép. 25, Bienvenue à bord)
  - 1981 : Alfred Answald (Herbert Fleischmann) (ép. 82, Une vieille histoire) 
  - 1984 : Joachim von Haidersfeld (Herbert Fleischmann) (ép. 109, La jeune fille en jean)
  - 1984 : Bools (Günther Ungeheuer (de)) (ép. 119, Les règles du jeu)
  - 1985 : Heffner, le comptable (Klaus Höhne) et Kellner Kajus, le serveur (Hans Stadtmüller (de)) (ép. 129, Un cadavre sur les bras)
- 1976-1977 : Holmes et Yoyo : Harry Sedford (Bruno Kirby)
- 1978 : Galactica : Commandeur Cain (Lloyd Bridges) (Saison 1, épisodes 13 et 14)
- 1978-1986 : Arnold et Willy : Philip Drummond (Conrad Bain)
- Le Renard :
  - 1978 : Brosch (Jean-Pierre Zola) (Saison 2, épisode 2 : Musique de nuit)
  - 1979 : Hans Pagel (Bernhard Wicki) (Saison 3, épisode 10 : Vieux camarades)
  - 1982 : Gustav Staschek (Werner Kreindl (de)) (Saison 6, épisode 7 : Le fil rouge)
- 1978-1983 : La croisière s'amuse : Cyrus Foster / Buddy Redmond / Jimmy (Red Buttons)
- 1979 : Terreur à bord : Max Dechambre (Donald Pleasence)
- 1982 : X-Or : Tancrédus (Kenji Ushio)
- 1983 : Manimal : le professeur Barta (Rick Jason) / Clancy Morgan (Keenan Wynn)
- 1983 : Zorro et fils : Bernardo (Bill Dana)
- 1984 : Les Derniers Jours de Pompéi : Diomède (Ned Beatty)
- 1986-1992 : Matlock : Ben Matlock (Andy Griffith)
- 1989 : MacGyver : Arthur Bandel (Ed Nelson) (Saison, 4 Épisode 8, Une Sacrée Famille)
- 1989 : Arabesque : Paul Robbins (Ralph Waite)
- 1989 : Hercule Poirot, épisode La mort avait les dents blanches : le dentiste de Poirot
- 1993-1998 : Docteur Quinn, femme médecin : Loren Bray (Orson Bean)
- 1994-1996 : X-Files : Aux frontières du réel : Garrett Lore (Roger Allford) / Tarek Solamon (Alex Diakun)
- 1996 : Les oiseaux se cachent pour mourir : Les Années oubliées : le juge (Jack Thompson)
- 1997 : Inspecteur Barnaby : Steven Wentworth (Richard Briers)
- 1997 : Stargate SG-1 : Moughal (Soon-Tek Oh)
- 1998 : Les Chevaliers de Tir Na Nog : Fin Varra (Peadar Lamb)
- 1998-2000 : Les Anges du bonheur  : M. Miller (Oscar Rowland)
- 1998 : New York, police judiciaire : M. Dobbs (Philip Bosco)
- 1999-2003 : Farscape : Scorpius/Harvey (Wayne Pygram)
- 2000 : Hercule Poirot, épisode Le Meurtre de Roger Ackroyd : le Dr Sheppard
- 2000 : Stargate SG-1 : Urgo/Togar (Dom DeLuise)
- 2000-2006 : Malcolm : Otto Mannkusser (Kenneth Mars)
- 2000-2001 : Roswell : le juge Lewis (Robert Katims)
- 2001-2002 : À la Maison-Blanche : Albie Duncan (Hal Holbrook)
- 2001 : Preuve à l'appui : Pat Donnelly (Stanley Anderson)
- 2002 : New York, unité spéciale : Monseigneur Mallinson (Patrick Collins)
- 2002 : First Monday : Henry Hoskins (Charles Durning)
- 2004 : LAX : Martin (Bill Macy)
- 2004 : Farscape : Guerre Pacificatrice : Scorpius (Wayne Pygram)
- 2004 : New York, section criminelle : Richard Sullivan (Brian Murray)

#### Séries d'animation
- 1950-1958 : Casper le gentil fantôme : le méchant fantôme et divers rôles secondaires (2e doublage)
- 1954 : La Princesse Grenouille : le tsar
- 1958 : Bozo le clown : Bozo
- 1965 : Oh ! Possum  : Chouchou le hibou
- 1966 : Dino Boy : Ugh
- 1966-1967 : Laurel et Hardy : Stan Laurel
- 1967 : Samson et Goliath : divers rôles secondaires
- 1969 : Les Fous du volant : Satanas
- 1969-1972 : Pancho et Rancho : Rancho
- 1970 : Satanas et Diabolo : Satanas
- 1970-1971 : Les Harlem Globetrotters
- 1971 : Les Trois Ours : Cheuvelu
- 1971 : L'Île au trésor : le narrateur et le capitaine Smollet
- 1972 : La Bataille des planètes : 7 Zark 7
- 1973 : Mini Mini détective : Mini mini détective
- 1973 : Autochat et Mimimoto : Automatou
- 1974 : Calimero : Bobby le chien
- 1974-1976 : The Dogfather : The dogfather
- 1975 : Scooby-Doo : divers rôles secondaires
- 1976 : Maître du monde : Klem et Walker
- 1977 : Balour et Balu : Balu
- 1978 : Goldorak : Argoly et Hydro
- 1978-1982 : 1, rue Sésame : Ernest
- 1978 : Mam'zelle Tom Pouce : le criquet
- 1978 : Puff, le dragon magique : le professeur no 1
- 1979-1980 : Sport Billy : Sipes
- 1980-1985 : Charlotte aux fraises : Nuage-de-Lait, Papillon et Monsieur Popcorn
- 1980 : Nucléa 3000 : le professeur Okanor et le porte-parole du Royaume des 2 Chiens
- 1980 : La Légende des 12 mois : un soldat
- 1981 : Capitaine Flam : Cole, Norton et Goro, le chef des centaures (La Caverne de vie)
- 1981 : Kwicky Koala : le loup
- 1981 : Shazam! : l'oncle Dudley
- 1981 : Onze pour une coupe : Fiellock
- 1981 : Les Trois Mousquetaires : Jussac et Louis XIII
- 1982 : Albator 84 : divers rôles secondaires
- 1982 : Rolling Star le Justicier : le professeur
- 1983 : Les Schtroumpfs : Gargamel, Sassette
- 1983 : Téléchat : Durallo, Duramou et Brossedur
- 1983-1985 : Le Sourire du dragon : le vieux maître
- 1984 : Bibifoc : Tampon et l'oncle Smoky
- 1984 : Sherlock Holmes : Moriarty
- 1984 : Pole Position : Zoltan
- 1984 : Ferdy la fourmi : le narrateur (voix de remplacement)
- 1984 : Sherlock Holmes (série télévisée d'animation) : Moriarty (épisodes 20 et 25)
- 1984-1989 : Les Snorky
- 1984-1985 : Blondine au pays de l'arc-en-ciel : Grisemine et Plock
- 1985-1987 : Clémentine : le roi Kanaga
- 1985-1987 : Les Bisounours : Groschéri (voix de remplacement)
- 1985 : She-Ra, la princesse du pouvoir : Sérénia / Dynamuk
- 1986 : Alvin et les Chipmunks
- 1986 : Ghostbusters (filmation) : Diabulus
- 1986-1987 : Les Petits Malins : Gréguère le loup et Johnny le chien
- 1987 : Mon petit poney : Rep
- 1988 : La Bande à Picsou : Balthazar Picsou
- 1989 : Babar : Cornélius
- 1990 : Peter Pan no Bouken : le capitaine Crochet
- 1990 : Le Bateau volant : le tsar Nicolas et l'Archer à l'œil-perçant
- 1991 : Cupido : le ministre du bleu
- 1992 : Les Razmoket : divers rôles secondaires
- 1992-1993 : Les Cow-Boys de Moo Mesa : Bullowney
- 1993 : La Légende de l'Île au trésor : le capitaine Smolett
- 1994-1996 : Détective Bogey : Dr Sinistro, l'inspecteur et la libellule
- 1996 : Montana Jones : Nitro
- 1996 : Jonny Quest : Jérémiah Surd
- 1996 : Urmel : Findler
- 1998 : Dilbert : M. Pierrepont
- 1998 : Les Aventures des Pocket Dragons : le sorcier Schmaz
- 1998 : Hercule : Lynceus
- 1999 : Chris Colorado : le gouverneur de Patanie
- 2000 : Jackie Chan : le Grand Mystique et M. McDowell
- 2000 : Joyeuses Pâques, Avril ! : le père Brodequin
- 2001-2003 : Tous en boîte : J. Audubon Woodlore, le prince Jean et le Magicien
- 2005 : Toupou : Alfred

### Jeux vidéo
- 2000 : MDK 2 : Docteur Hawkins
- 2000 : Les Fous du volant : Satanas
- 2001 : Satanas et Diabolo : Satanas